# Fadela asch-Schabbi
Fadela asch-Schabbi (arabisch فضيلة الشابي, DMG Fadela aš-Šābbī, auch Fadela al-Shabbi; * 24. Januar 1946 in Tozeur, Tunesien) ist eine tunesische Dichterin und Autorin.

## Werke
- Riecht der Erde und der Wut (1973).
- Brüllen des Morgens (2002).
- Depression von Wind (2003).